# Moisson rouge (roman)
Pour le roman policier de 1929, voir La Moisson rouge.
Moisson rouge (titre original : Red Harvest) est un roman de science-fiction de Joe Schreiber s'inscrivant dans l'univers étendu de Star Wars. Publié aux États-Unis par Del Rey Books en 2010, puis traduit en français et publié par les éditions Pocket en 2016,, il se déroule en l'an 3645 av. BY.

## Personnages
- Dail'Liss : bibliothécaire (Neti)
- Dark Scabrous : Seigneur Sith (humain)
- Dranok : chasseur de primes (humain)
- Hartwig : élève Sith (humain)
- Jura Ostrogoth : élève Sith (humain)
- Kindra : élève Sith (humaine)
- Maggs :élève Sith (humain)
- Hestizo Trace : ouvrière du Corps Agricole Jedi (humaine)
- Mnah Ra'at : élève Sith (humain)
- Pergus Frode : mécano (humain)
- Rance Lussk : élève Sith (humain)
- Rojo Trace : Chevalier Jedi (humain)
- Tulkh : chasseur de primes : (Whiphid)
- Wim Nickter : élève Sith (humain)
- Xat Hracken : Maître de combat Sith (humain)